# Poggio Mirteto
Pour les articles homonymes, voir Poggio.
Poggio Mirteto est une commune italienne d'environ 6 400 habitants située dans la province de Rieti, dans la région Latium, en Italie centrale.

## Monuments et patrimoine
- Cathédrale de Poggio Mirteto.

## Personnalités
- Bernardino Stefonio (1560-1620), poète, écrivain et dramaturge ;
- Raimondo D'Inzeo (1925-2013), cavalier, multiple médaillé olympique, né à Poggio Mirteto.

## Administration
| Période                                  | Période  | Identité         | Étiquette | Qualité |
| ---------------------------------------- | -------- | ---------------- | --------- | ------- |
| 1996                                     | 2004     | Giuseppe Rinaldi |           |         |
| 2004                                     | En cours | Fabio Refrigeri  |           |         |
| Les données manquantes sont à compléter. |          |                  |           |         |

### Communes limitrophes
Filacciano, Forano, Montopoli di Sabina, Poggio Catino, Salisano, Torrita Tiberina.

### Jumelage
- Canéjan (France).